# Juan Mochi
Giovannazio Mochila (Florencia, 1831 – Santiago, julio de 1892) fue un pintor italiano, conocido como Juan Mochi en Chile, donde se estableció después de ser contratado por el Gobierno de ese país sudamericano como profesor de pintura y dibujo y donde realizó la mayor parte de su carrera artística.

## Biografía
Mochi estudió en la Academia de Florencia, su ciudad natal. Allí montó un taller y alcanzó cierta fama a nivel local. Se interesó por los temas grecolatinos, medievales y renacentistas. De su obra en aquella urbe, puede verse en la Casa del Dante el cuadro Dante presentando Giotto a Guido de Polenta. 

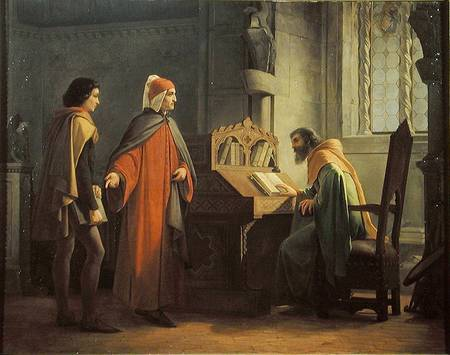
Dante presentando Giotto a Guido de Polenta

Luego se trasladó a Roma, donde conoció al desterrado en ese entonces político chileno Ángel Custodio Gallo, quien desempeñó un importante papel en la decisión de Mochi de viajar a Santiago. Este llevó uno de sus cuadros a Chile —El amor castigado, pequeño cuadro que representa a una ninfa en actitud de azotar a Cupido— y después de que el italiano se estableciera en París, antes de comenzar la guerra franco-prusiana, lo contactó con un círculo de destacadas personalidades chilenas entre los hizo grandes amigos que posteriormente recomendaron su nombramiento como director de la Academia de Pintura.
Entre ellos figuraba Juan Guillermo Gallo, quien fue padrino en la ceremonia de su matrimonio, celebrado en 1873, Luis Dávila Larraín, testigo en el mismo acto, y el también pintor Pedro Lira (los dos últimos fundarían en 1867 la Sociedad, reabutizada después como Unión Artística) con el objetivo de promover la producción artística en Chile.
Lira se apasionó por uno de los cuadros de Mochi cuando visitó su taller parisino, lo compró y lo envió a Chile. Se trataba de una escena de Portia, de Alfred de Musset en la que la joven esposa del anciano conde Onorio Luigi es sorprendida por su marido en cita amorosa con el barquero Dalti, a quien ella cree noble, pero quien en realidad solo puede ofrecerle amor, porque acaba de perder todo su dinero en el juego, ganado también en el juego.
Fue el novelista Alberto Blest Gana, embajador de Chile en París, quien lo contrató para desempeñarse como profesor. En la capital francesa participó en los Salones de Bellas Artes a partir de la segunda mitad de los años 1860 y hasta su partida a Chile: las últimas obras que expuso allí fueron Portrait du général K… y Les soins rendus, en 1875.

## Mochi en Chile

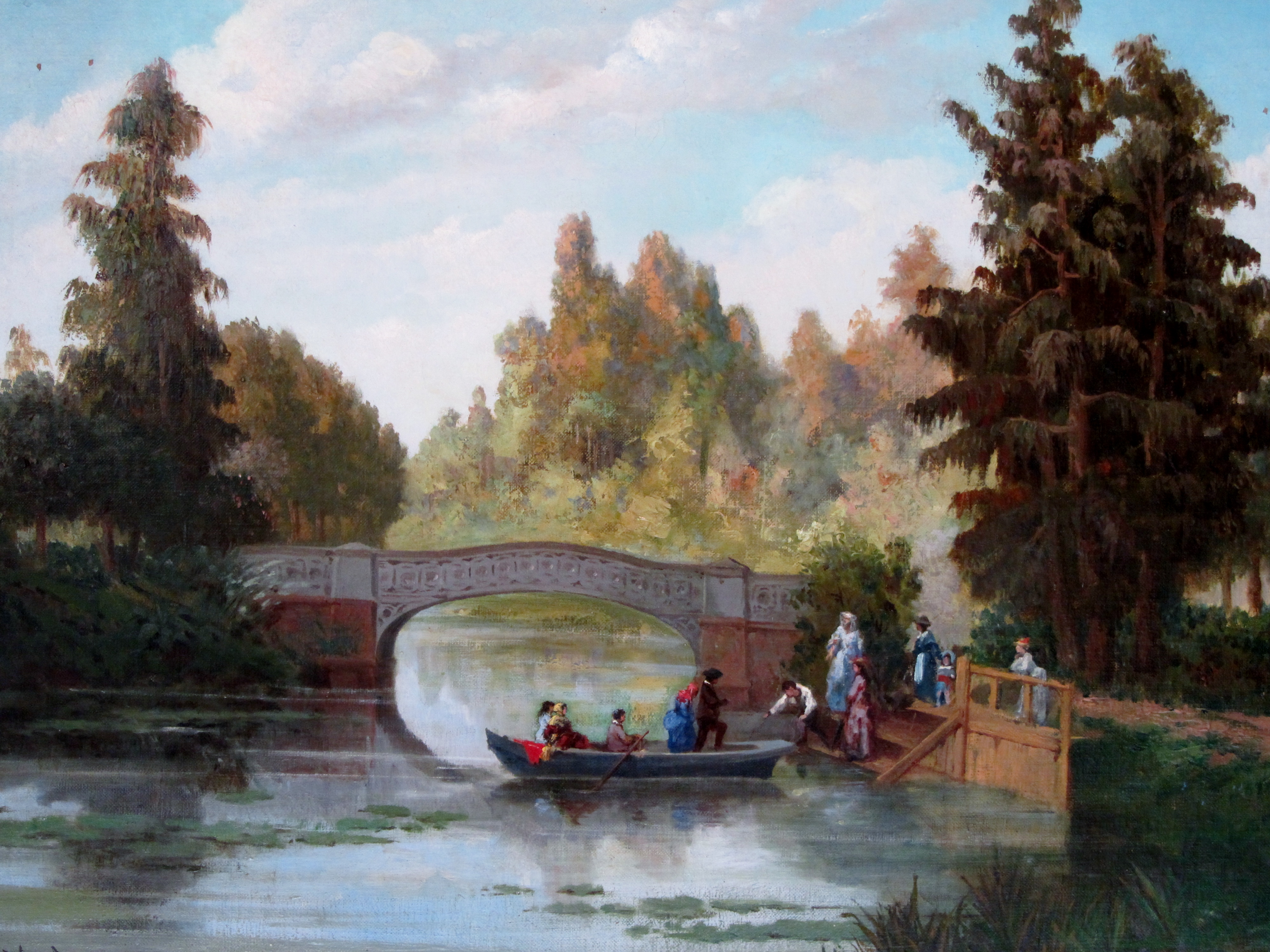
Antigua laguna del parque Cousiño, MMBAV.

La Academia de Pintura estaba acéfala, pues el alemán Ernesto Kirchbach había terminado ya su gestión. Con el contrato firmado el 14 de julio de 1875 con Blest Gana en el bolsillo, Mochi zarpa con destino a Sudamérica y llega a Santiago en 1876 para convertirse en el tercer director de la primera escuela profesional de artes. En este puesto tuvo gran éxito, pues su contrato fue renovado en seis oportunidades —la última, por un año, el 21 de noviembre de 1883— y, aún después de dejar ese alto cargo, que desempeñó hasta 1884, siguió enseñando pintura en ese establecimiento educativo hasta su muerte.
Los anteriores directores de la citada Academia también habían sido extranjeros: el primero, el también italiano Alejandro Cicarelli, quien estuvo 29 años al frente de esa institución (1849-1869) y el segundo, Kirchbach, la encabezó desde 1869 hasta 1875. Mochi, que sería el último extranjero en regir la Academia, fue además miembro de la Comisión Organizadora del Museo Nacional de Pintura junto al coronel Marcos Maturana y al escultor y dibujante José Miguel Blanco, llegando a convertirse en el primer director de esa institución de artes visuales (1880-1887).  
Después de dejar la dirección de la Academia, Mochi viajó al Perú con el objeto de estudiar en el terreno las batallas de Chorrillos y de Miraflores, de la guerra del Pacífico que acababa de terminar con el triunfo de Chile, con la intención de llevarlas al lienzo. Allí hizo solo bosquejos, que llevó a Europa, donde terminó los cuadros después de visitar los talleres de los principales pintores militares, particularmente el del francés Alphonse de Neuville. Además, hizo reproducir sus trabajos por los nuevos procedimientos del grabado, popularizando de este modo entre los chilenos el recuerdo de aquellas victorias. De regreso en Santiago, expone los cuadros en 1886.
Mochi falleció un día de julio de 1892 de un ataque al corazón.

## El profesor y su legado
Como profesor, Mochi incentivó en sus alumnos la espontaneidad, lo que se apartaba de la tradición académica. «Entendió la educación como un proceso no sólo de transferencia de conocimientos, sino como la conducción y guía de las expresiones y sensibilidades personales de cada alumno, respetando las diferencias individuales», se dice en la breve biografía del portal del Museo de Bellas Artes. La investigadora Isabel Cruz de Amenábar subraya que "después de la orientación clasicista" del italiano Alejandro Ciccarelli y "de las predilecciones teatrales y dramatizantes" de alemán Ernesto Kirchbach, antecesores al frente de la Academia, "la docencia de Juan Mochi resulta menos ambiciosa y más ajustada a las inquietudes de los chilenos con vocación para la pintura", a quienes "orienta hacia un aprendizaje más acorde con la realidad llevándolos a pintar a los alrededores de Santiago". Mochi "se da cuenta de que el grandilocuente cuadro mitológico de la antigüedad resultaba interesante como ejercicio de aprendizaje, pero era ajeno a la sensibilidad y escapaba al conocimiento directo de un joven chileno de fines del siglo XIX"[...]; "inaugura una enseñanza más libre, interesándolos [a los alumnos] en la representación de la realidad circundante".

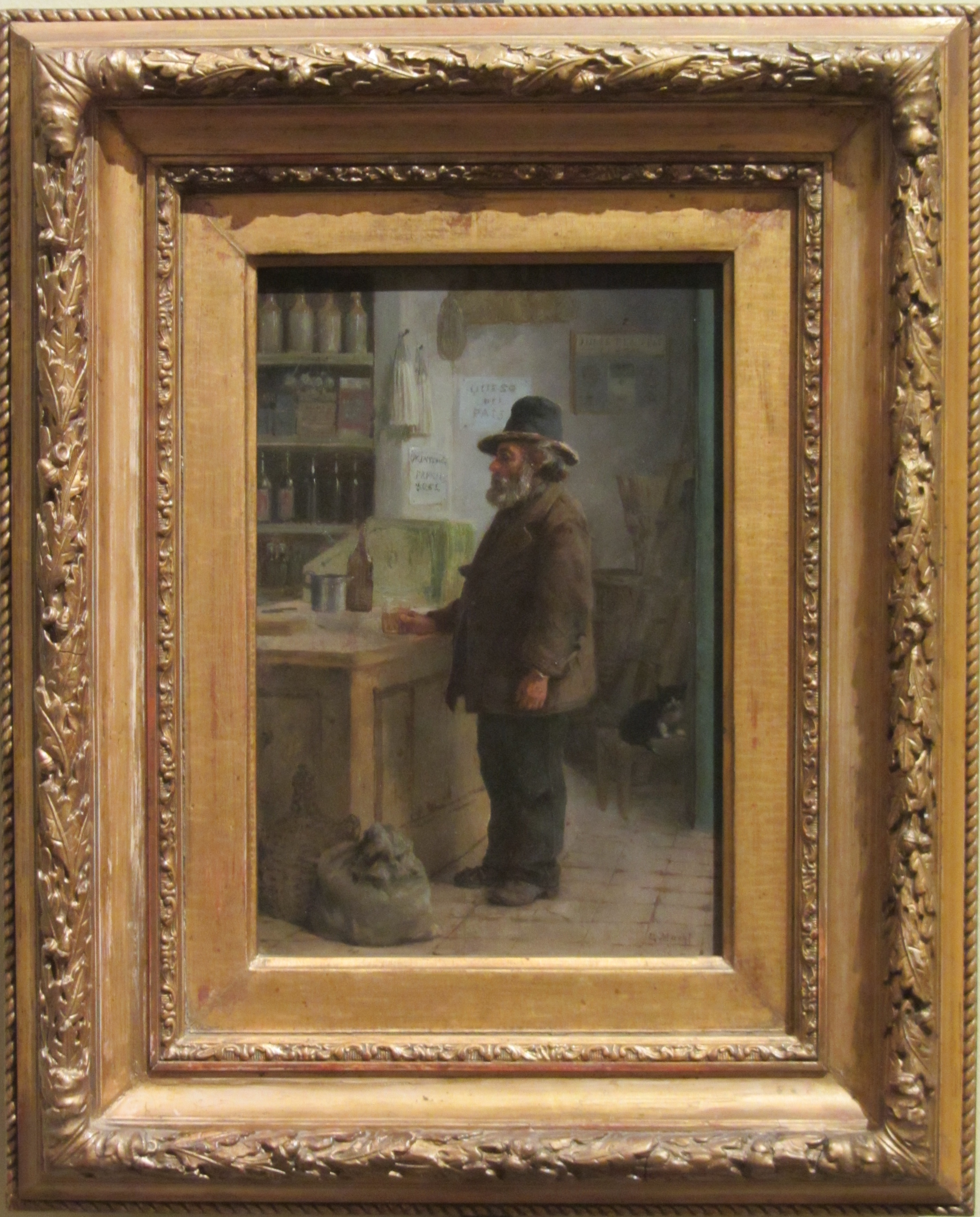
Mochi, Giovanni - El parroquiano MMBAV.

Grandes figuras de la pintura chilena estuvieron entre sus discípulos, como Alfredo Valenzuela Puelma, Alberto Valenzuela Llanos, Juan Francisco González, y las hermanas Aurora y Magdalena Mira. No es de extrañar, pues, que algunos críticos de arte consideren que fue mejor profesor que pintor.
Ganó algo de fama en París gracias a sus cuadros de pequeños formatos con escenas de los siglos XVII y XVIII y el Diccionario Bénézit lo menciona; la casa de Dante en su nativa Florencia tiene un cuadro de Mochi y otros adornan los museos de Chile. En este país pintó retratos, paisajes, temas campesinos y escenas religiosas, históricas y épicas, especialmente de la Guerra del Pacífico. 
Aunque formado en el estilo neoclásico, «su relación con los artistas franceses del grupo naturalistas le hizo abandonar el idealismo helenizante y arqueológico para tomar sus temas de la realidad mostrenca y de escenas militares». En su nueva partria se mostró continuador de la obra del alemán Mauricio Rugendas, el francés Ernest Charton y el chileno Manuel Antonio Caro, habiendo destacado especialmente en la pintura costumbrista.
Mochi contribuyó también a decorar la iglesia de los Capuchinos de Santiago, cuyas pinturas en el cielo raso del templo realizó. El artista italiano colaboró asimismo, con el pintor Fernando Laroche en la decoración Salón de Actos del Colegio San Ignacio (en la calle Alonso Ovalle de la capital chilena).
Obras de Mochi se pueden encontrar en los principales museos de Bellas Artes de Chile, como el Nacional, el Municipal de Valparaíso o la Pinacoteca de la Universidad de Concepción.